# Ronde van Lombardije 1971
De Ronde van Lombardije 1971 was de 65e editie van deze eendaagse Italiaanse wielerwedstrijd, en werd verreden op zaterdag 9 oktober 1971. Het parcours leidde van Milaan naar Como en ging over een afstand van 266 kilometer. 
De Belg Eddy Merckx won door middel van een solo van 50 kilometer. Met deze overwinning voltooide Merckx overwinningen in alle wielermonumenten
De eindzege in de Super Prestige Pernod ging naar de Belg Eddy Merckx.

## Uitslag
| Ronde van Lombardije 1971 |                    |                           |          |
| Plaats                    | Naam               | Ploeg                     | Tijd     |
| Winnaar                   | Eddy Merckx        | Molteni                   | 6u47'54" |
| 2                         | Franco Bitossi     | Filotex                   | + 3' 31" |
| 3                         | Frans Verbeeck     | Watney-Avia               | + 3' 33" |
| 4                         | Antoine Houbrechts | Salvarani                 | z.t.     |
| 5                         | Georges Pintens    | Van Cauter-Magniflex-Novy | z.t.     |
| 6                         | Enrico Maggioni    | Cosatto                   | z.t.     |
| 7                         | Italo Zilioli      | Ferretti                  | + 3' 47" |
| 8                         | Roger De Vlaeminck | Mars-Flandria             | + 3' 49" |
| 9                         | Felice Gimondi     | Salvarani                 | z.t.     |
| 10                        | Giancarlo Polidori | Scic                      | z.t.     |
|                           |                    |                           |          |
| 11                        | Joop Zoetemelk     | Mars-Flandria             | z.t.     |

1905 · 1906 · 1907 · 1908 · 1909 · 1910 · 1911 · 1912 · 1913 · 1914 · 1915 · 1916 · 1917 · 1918 · 1919 · 1920 · 1921 · 1922 · 1923 · 1924 · 1925 · 1926 · 1927 · 1928 · 1929 · 1930 · 1931 · 1932 · 1933 · 1934 · 1935 · 1936 · 1937 · 1938 · 1939 · 1940 · 1941 · 1942 · 1943 · 1944 · 1945 · 1946 · 1947 · 1948 · 1949 · 1950 · 1951 · 1952 · 1953 · 1954 · 1955 · 1956 · 1957 · 1958 · 1959 · 1960 · 1961 · 1962 · 1963 · 1964 · 1965 · 1966 · 1967 · 1968 · 1969 · 1970 · 1971 · 1972 · 1973 · 1974 · 1975 · 1976 · 1977 · 1978 · 1979 · 1980 · 1981 · 1982 · 1983 · 1984 · 1985 · 1986 · 1987 · 1988 · 1989 · 1990 · 1991 · 1992 · 1993 · 1994 · 1995 · 1996 · 1997 · 1998 · 1999 · 2000 · 2001 · 2002 · 2003 · 2004 · 2005 · 2006 · 2007 · 2008 · 2009 · 2010 · 2011 · 2012 · 2013 · 2014 · 2015 · 2016 · 2017 · 2018 · 2019 · 2020 · 2021 · 2022 · 2023 · 2024 · 2025